# Sergio Givone
Sergio Givone (Buronzo, 11 de junio de 1944) es un filósofo italiano.

## Trayectoria
Sergio Givone nació en Piamonte, en Buronzo (Vercelli). Se licenció en Filosofía en Turín, tras estudiar filosofía con Luigi Pareyson. 
Ha impartido clases en Perugia y Turín, y es profesor titular de Estética en el Departamento de Filosofía de la Universidad de Florencia. En los cursos 1982-83 y 1987-88 fue Humboldt-Stipendiat en la Universidad de Heidelberg. 
Se ha encargado de la publicación de obras de Szondi, Frank y Hegel. Con Massimo Cacciari, Carlo Sini y Vincenzo Vitiello dirige la revista de filosofía Paradosso. Es colaborador habitual del diario La Repubblica.
Existen ediciones en castellano de tres de sus obras más conocidas: Historia de la estética, Desencanto del mundo y pensamiento trágico e Historia de la nada, ensayo que ha tenido gran éxito. 
En 1999 se le concedió el Premio Grinzane Cavour de narrativa italiana por su novela filosófica Favella delle cose ultime.

## Libros
- La storia della filosofia secondo Kant, Milán, Mursia, 1972
- Hybris e melancholia, Milán, Mursia, 1974
- William Blake. Arte e religione, Milán, Mursia 1978
- Ermeneutica e romanticismo, Milán, Mursia, 1983
- Dostoevskij e la filosofia, Bari, 1984
- Storia dell'Estetica, Roma-Bari, Laterza, 1988. Historia de la estética (1990)
- Disincanto del mondo e pensiero tragico, Milán, Il Saggiatore, 1988. Desencanto del mundo y pensamiento trágico (1991)
- La questione romantica, 1992
- Storia del nulla, Laterza, Roma-Bari, 1996; Historia de la nada, Adriana Hidalgo, 2008
- Voz y disidencia: la configuración del espíritu filosófico europeo entre los siglos XIX y XX, 2001
- Favola delle cose ultime, Einaudi, 1998, novela.
- Nel nome di un dio barbaro, Einaudi, 2002 novela finalista del Prremio Strega.